# Hospital Point
Der Hospital Point (in Chile Punta Alfaro) ist eine Landspitze in Form eines mit Felsen durchsetzten Eiskliffs von Greenwich Island im Archipel der Südlichen Shetlandinseln. Am Nordufer des Yankee Harbour liegt sie unmittelbar östlich des Glacier Bluff.
Wissenschaftler der britischen Discovery Investigations kartierten sie 1935 und benannten sie als Rocky Point. Zur Vermeidung von Benennungsdopplungen entschied sich das UK Antarctic Place-Names Committee 1961 zu einer Umbenennung. Der heute gültige Name leitet sich von der Bezeichnung Hospital Cove für den Yankee Harbour ab, die unter britischen Robbenjägern in den 1820er und bei britischen Walfängern in den 1920er Jahren geläufig war. Namensgeber der chilenischen Benennung ist Mario Alfaro Cabrera, Kapitän der Yelcho bei der 15. Chilenischen Antarktisexpedition (1960–1961).